# Фломборн
Фломборн (нім. Flomborn) — громада в Німеччині, розташована в землі Рейнланд-Пфальц. Входить до складу району Альцай-Вормс. Складова частина об'єднання громад Альцай-Ланд.
Площа — 7,94 км2. Населення становить 1081 ос. (станом на 31 грудня 2020).